# Botone
Botone (Atene, 450/445 a.C. circa – 325 a.C. circa) è stato un filosofo e retore ateniese.
Secondo Diogene Laerzio, Botone di Atene fu un retore e maestro di Senofonte, anche se Hermann Diels attribuisce questa affermazione a un errore di Diogene, che avrebbe confuso Senofonte con Senofane. Secondo lo storico Plutarco, il filosofo Isocrate aveva composto un trattato di retorica, dal titolo Le arti di Botone.